# Pharoahe Monch

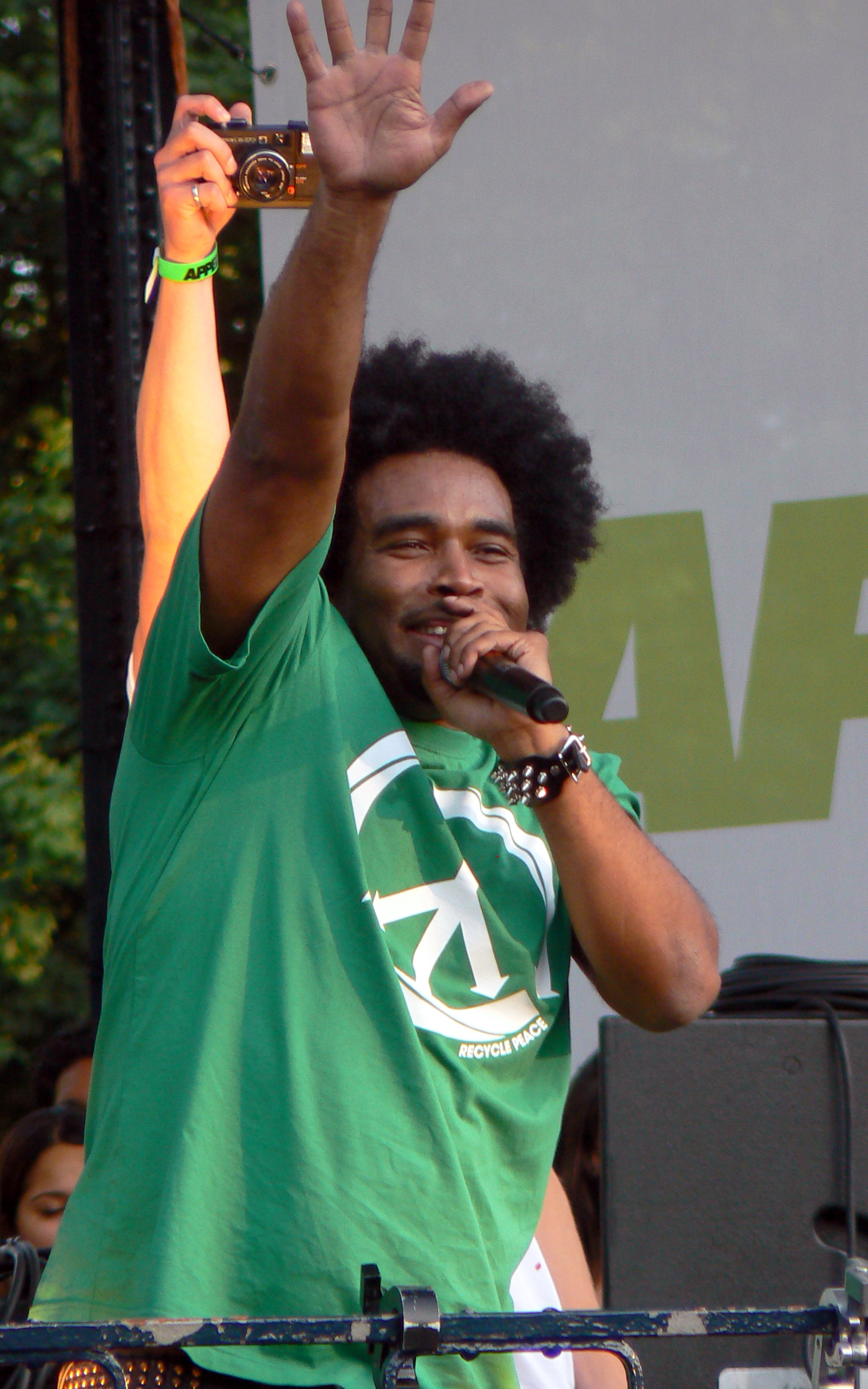
Pharoahe Monch en Appelsap.

Pharoahe Monch (nacido como Troy Donald Jamerson el 31 de octubre de 1967) es un músico de hip-hop estadounidense. Empezó, junto con Prince Po (Larry Baskerville), con un grupo llamado Simply II Positive MC's, a finales de los 80, más tarde renombrado a Organized Konfusion. Editaron 3 álbumes: el primero, del mismo nombre del grupo (Organized Konfusion, 1991), Stress: The Extinction Agenda (1994) y The Equinox (1997). Todos ellos recibieron una crítica francamente buena, pero sus ventas fueron moderadas. Como resultado de ello, el grupo se separó después de su último trabajo en Rawkus Records, una compañía independiente, después de hacer varias colaboraciones en el superventas Rawkus Present Soundbombing 2, una compilación de la compañía. Se promocionó intensamente su debut en solitario en 1999, Internal Affairs. El primer single del álbum, Simon Says, fue el mayor éxito del año. Pero más tarde, se volvió a ver sacudido por la polémica de los samples, y fue demandado por usar un sample de Godzilla, lo que le forzó a eliminar la canción del álbum. También tuvo éxito en 2001 con otro éxito como Got You, aunque, al final, el single no vendió apenas. En 2002 sacó Y'all Know the Name.
Se propagaron rumores de que Pharoahe estaba trabajando en un nuevo álbum, Innervisions, que sería publicado bajo el sello de Denaun Porter (Kon Artis de D12), Runyon Ave, pero, parece ser que el acuerdo se truncó. Tras aquello, Monch se unió a Street Records Corporation, casa de David Banner y Terror Squad. 
En 2002 apareció en el Reanimation de Linkin Park (en la canción "H! Vltge" y en el remix de "High Voltage" con Mike Shinoda). Se rumoreó que se había unido al grupo The HRSMN, pero no fue cierto.
En junio de 2007 publica su disco Desire que contiene colaboraciones de artistas como MeLa Machinko y Erykah Badu. Contiene los sencillos Push, Let's Go y Body Baby.
En 2014 publica el disco PTSD: Post Traumatic Stress Disorder. En este disco habla mucho de la salud mental, y como es tema tabú en su comunidad.